# Іляновянка
Іляновянка (словац. Iľanovianka) — річка в Словаччині, ліва притока Вагу, протікає в окрузі Ліптовський Мікулаш.
Довжина приблизно 9.7-11.5 км. Витік знаходиться в масиві Низькі Татри (частина Кральова-Голя) — схил гори Сідо-під-Купельом — на висоті близько 1690 метрів. Приймає води Лажтека. Протікає територією міста Ліптовський Мікулаш (міська частина Іляново).
Впадає у Ваг на висоті приблизно 580—590 метрів.